# Großer Buchstein
Der Große Buchstein ist ein 2224 m ü. A.
hoher Berg in den Ennstaler Alpen in der Steiermark. Er erhebt sich nördlich der Enns am Eingang des Gesäuses und ist Teil des gleichnamigen Nationalparks Gesäuse. Der Große Buchstein besitzt einen kastellartigen Gipfelaufbau mit allseits schroff abfallenden Felswänden aus Dachsteinkalk rund um ein recht ausgedehntes, muldenartiges Karstplateau.

## Lage und Umgebung
Der Große Buchstein liegt im Gemeindegebiet von Admont und Sankt Gallen. Der Berg ist westlicher Eckpfeiler der etwa zehn Kilometer langen Buchsteingruppe, die bei Hieflau mit dem Tamischbachturm (2035 m) ihr Ende findet, und deren höchsten Punkt der Buchstein markiert. Zwischen den beiden Endpunkten ragen von Ost nach West noch die Tieflimauer (1820 m) und der Kleine Buchstein (1990 m) empor, ehe sich der Kamm in einen langen, zerzackten Grat wandelt und über die Buchsteinmauer (2123 m) mit der muldenartigen, verkarsteten Buchsteinhochfläche verbindet.
Der Hauptgipfel des Großen Buchstein befindet sich am südwestlich Rand der Hochfläche, die im Uhrzeigersinn mit der Admonter Frauenmauer (Südwestgipfel 2172 m), der St. Gallener Spitze (Westgipfel 2144 m), der Buchsteinmauer, dem Plattenkogel (bis 2053 m) und den Drei Schneiden (Westgipfel 2208 m) noch weitere Randgipfel aufweist. Nach Westen fällt der Große Buchstein schließlich zum Buchauer Sattel (861 m) ab, der eine Verbindung zu den Haller Mauern bildet. Dem Buchstein südlich gegenüber, getrennt durch die tief unten fließende Enns, ragen Hochtor und Großer Ödstein mit ihren Nordwänden auf. Vom Gipfelkreuz ergibt sich eine prächtige Aussicht in die Hochtorgruppe.

## Geologie
Die Basis des Großen Buchsteins besteht aus Ramsaudolomit. Dieser geht an der Westseite direkt in den darüber liegenden Dachsteinkalk über, der den gesamten Gipfelaufbau des Berges bildet. An der anderen Seite vermittelt ein schmaler Streifen an aufgeschlossenen Lunzer Schichten den Übergang zum Hauptdolomit und schließlich zum Dachsteinkalk. Am Großen Buchstein ist noch die miozäne Oberfläche erhalten, während in anderen Teilen der Buchsteingruppe diese bereits unter diese Höhe abgetragen ist und schärfere Formen zeigt.

## Touristische Erschließung
Bereits am 9. August 1814 stieg der Admonter Geistliche Albert Muchar mit zahlreichen Messgeräten auf den Gipfel des Großen Buchsteins, um seine Höhe zu vermessen. Sein Ergebnis von 1171,7 Klaftern (2222 m) wich nur um zwei Meter vom heute amtlichen Wert ab. In einen Brief an Benno Kreil schilderte er:

„… das ist ein Weg! Gar gefährlich könnt ich nicht sagen; aber weit – weit – und beschwerlich. […] Deshalb sieht mich der alte Philister Buchstein nie mehr über seine Perüque kriechen.“

Als erster Tourist erstieg Wilhelm Schleicher aus Gresten den Buchstein und berichtet über seine Tour durch die Westschlucht im Jahrbuch des Oesterreichischen Alpen-Vereines 1867.
Zu den bekanntesten frühen Touristen am Buchstein zählt insbesondere Kaiserin Elisabeth von Österreich, die den Gipfel am 18. September 1885 erreichte.

## Anstiege
Ein möglicher Stützpunkt für die Besteigung des Großen Buchsteins ist des Buchsteinhaus auf 1546 m Höhe unterhalb der Südwand. Der Zustieg zur Hochfläche erfolgt am einfachsten über den westlich gelegenen Buchsteinsattel (2080 m) oder über den südöstlich gelegenen Rohrgaßsattel (2020 m). Von der Hochfläche sind deren Randgipfel unschwierig zu erreichen.
- Der Normalanstieg auf den Großen Buchstein führt ausgehend vom Buchsteinhaus durch die Westschlucht in den Buchsteinsattel und von dort südlich über einen gestuften Schrofenhang auf den Gipfel. Dieser Weg ist einfach (I und Gehgelände) und wurde schon früh von Jägern begangen.
- Da in der Westschlucht viel Geröll und grobes Blockwerk liegen, hat sich der etwas schwierigere Wenger Steig (II und I), der 1884 von Heinrich Heß als erster Tourist begangen wurde, als der günstigere, weil geröllfreie Normalanstieg herauskristallisiert. Dieser führt südlich der Westschlucht, teilweise versichert, zur Hochfläche.
- Häufig begangen wird der Westgrat an seiner steilen Gratkante (III+, III, II; erstbegangen von Heinrich Pfannl und Thomas Maischberger am 16. Jänner 1898).
- Durch die breite Südwand, die sich in der Südwand der Drei Schneiden weiter fortsetzt, führen schließlich eine Reihe von Anstiegen aller Schwierigkeitsgrade. Die Südwand des Großen Buchsteins wird im Osten durch den Südgrat (III+, III; erstbegangen von Hubert Peterka am 20. September 1943) und die Gamsschlucht abgeschlossen.
- Diagonal durch die Südwand führt der Südwandband-Klettersteig (Schwierigkeit B/C).[6][7][8]

## Verschiedenes
Nach dem Bergmassiv ist 1930 der Buchsteinweg in Berlin-Mariendorf benannt worden.